# Jordan Stout
Jordan Connor Stout, né le 4 août 1998 à Abingdon en Virginie, est un joueur professionnel américain de football américain jouant au sein de la National Football League (NFL). Il évolue en tant que punter pour les Ravens de Baltimore.

## Biographie

### Jeunesse
Stout naît le 4 août 1998 à Abingdon en Virginie. Il grandit à Honaker en Virginie et il étudie au lycée Honaker (en).

### Carrière universitaire
Il commence sa carrière universitaire avec les Hokies de Virginia Tech en 2017. Par la suite, en 2019, il est transféré à Penn State,. Après la fin de la saison 2021, il annonce faire l'impasse sur sa dernière année d'éligibilité pour se présenter à la draft de la NFL.

### Carrière professionnelle
Jordan Stout est sélectionné en tant que 130e choix global lors du quatrième tour de la draft 2022 par la franchise des Ravens de Baltimore.